# Mickie Krause
Mickie Krause, pseudonimo di Michael Engels (Wettringen, 21 giugno 1970), è un cantante tedesco.
È salito alla ribalta nel 1999, con il singolo Zehn nackte Friseusen.

## Discografia

### Album
- 2001 - Ok...Folgendes – Meine größten Erfolge Teil 2
- 2003 - Krause Alarm – Das beste Partyalbum der Welt
- 2006 - Wie Blei in den Regalen
- 2007 - Vom Mund in die Orgel
- 2010 - Entscheidung auf Mallorca
- 2012 - Eins.Plus.Wie.Immer

### Singoli
- 1998 - Anita '98
- 1999 - Wir fahr’n in Puff nach Barcelona
- 1999 - Zehn nackte Friseusen
- 2000 - Zeig doch mal die Möpse
- 2000 - Der Ober bricht/Mickie Krause Megamix
- 2001 - Geh doch zu Hause, du alte Scheiße!
- 2002 - Knockin' on Heaven's Door
- 2003 - Reiß die Hütte ab
- 2003 - Du bist zu blöd um ausm Busch zu winken
- 2004 - Wirft der Arsch auch Falten
- 2005 - Alle total versaut
- 2005 - Ich will ne Frau ohne Arschgeweih
- 2006 - Laudato si
- 2006 - Kumbaja/Kumbanein
- 2007 - Finger im Po Mexiko
- 2007 - Wir ham' Mallorca überlebt (con Jürgen Milski)
- 2008 - Ich glaub hier ist doch wieder Alkohol im Spiel
- 2008 - Wir ham' St. Anton überlebt (con Jürgen Milski)
- 2008 - Orange trägt nur die Müllabfuhr
- 2008 - Jan Pillemann Otze
- 2009 - Jede Stelle meines Körpers
- 2009 - Düp Düp
- 2010 - Ich bin solo
- 2010 - Schatzi, schenk mir ein Foto (ft. Ko & Ko)
- 2010 - Wau, Wau, geile Sau (con Stefan Tanz)
- 2012 - Nur noch Schuhe an (ft. Ko & Ko)